# Chick Magnet
Chick Magnet é um álbum realizado pelo rapper e DJ americano Paul Wall. Foi lançado em 24 de fevereiro de 2004 pela gravadora Paid in Full Records.

## Faixas
1. "They Don't Know" (feat. Mike Jones)
2. "Dat's What Dat Is" (feat. Bun B, Killer Mike & Big Hawk)
3. "What Cha Gon Do" (feat. Mr. Pookie & Mr. Lucci)
4. "Why You Peepin' Me"
5. "Chick Magnet" (feat. Dani Marie)
6. "Am What I Am" (feat. Poppy & Slim Thug)
7. "Tryin' To Get Paid"
8. "Break Bread" (feat. Lew Hawk & Gu-u)
9. "Oh No" (feat. Trae)
10. "Know What I'm Talkin'" About
11. "Did I Change" (feat. Pretty Todd, Unique & Scooby)
12. "Hustler Stackin'" Ends (feat. Big Shasta & Yung Redd)
13. "My Life" (feat. Mark G & Kyle Lee)